# Zbigniew Zembaty
Zbigniew Jan Zembaty (ur. 25 sierpnia 1955 w Opolu) – polski inżynier budownictwa, naukowiec, specjalizujący się w inżynierii sejsmicznej, mechanice budowli, metodach stochastycznych; nauczyciel akademicki związany z Politechniką Opolską.

## Życiorys
Urodził się w 1955 roku w Opolu, z którym związał całe swoje życie zawodowe i prywatne. Ukończył tu kolejno szkołę podstawową i średnią, a następnie podjął studia na kierunku budownictwo lądowe w Wyższej Szkole Inżynieryjnej, które ukończył w 1980 roku, uzyskując dyplomy magistra inżyniera. Następnie podjął pracę naukowo-dydaktyczną na swojej macierzystej uczelni, uzyskując na niej w 1987 roku stopień naukowy doktora nauk technicznych 
w 1987 roku. W 1998 roku Rada Wydziału Budownictwa Lądowego i Wodnego Politechniki Wrocławskiej nadała mu stopień doktora habilitowanego nauk technicznych w zakresie budownictwa na podstawie rozprawy naukowej pt. Efekty propagacji fal w drganiach budowli przy losowym wymuszeniu kinematycznym - cykl publikacji. W 2009 roku otrzymał tytuł profesora nauk technicznych. W latach 2005–2016 pełnił funkcję prodziekana do spraw nauki WBiA, a w latach 2016-2020 – dziekana. Kieruje Katedrą Mechaniki, Konstrukcji Budowlanych i Inżynierskich na Wydziale Budownictwa i Architektury Politechniki Opolskiej.
Specjalizuje się w dynamice budowli, drganiach stochastycznych i inżynierii sejsmicznej oraz geofizyce inżynierskiej. W ostatnich latach aktywnie zajmuje się problematyką dynamicznej diagnostyki konstrukcji oraz efektami rotacyjnymi w geofizyce a także pomiarami rotacji w inżynierii lądowej i geofizyce.
Opublikował około 80 artykułów oraz 2 książki. Ponadto jest wykładowcą na studiach doktoranckich na Uniwersytecie w Trydencie we Włoszech oraz w Technion, w izraelskiej Hajifie. Jest członkiem licznych towarzystw i organizacji naukowych, w tym Międzynarodowej Grupy ds. Efektów rotacyjnych w Inżynierii i Sejsmologii.
W 2000 otrzymał nagrodę im. prof. Stefana Bryły.